# Biblioteca del Orgullo

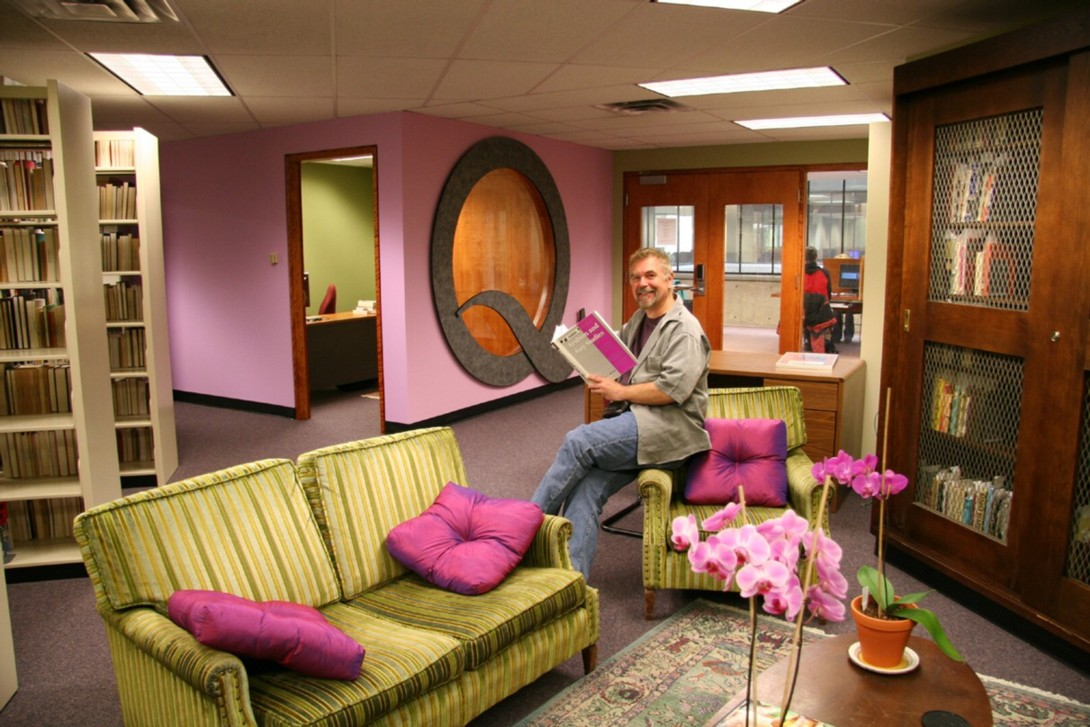
Interior de la biblioteca.

La Biblioteca del Orgullo (Pride Library, en inglés) es una colección de libros, periódicos y material audiovisual relativo a gays, lesbianas, bisexuales, transexuales. Forma parte de la biblioteca D.B. Weldon de la Universidad de Ontario Occidental y fue la primera recopilación de material referente a la cultura queer de una universidad canadiense. Desde que se fundó en la facultad de Artes a finales de los 1990 ha crecido rápidamente gracias al apoyo de los administradores de la facultad, voluntarios y donantes.

## Fondos
La Biblioteca del Orgullo consta de unos 6000 obras catalogadas: libros académicos, novelas, vídeos y DVD con documentales y películas, diapositivas y pósteres de artistas homosexuales, revistas científicas y revistas de la comunidad homosexual. En la colección hay material en 15 idiomas. Entre los temas tratados se encuentran el movimiento LGBT, la historia de gais y lesbianas, la salida del armario, la homofobia, la bisexualidad, la transexualidad, la censura, la pornografía y el matrimonio igualitario. También incluye una colección de las primeras obras de sexología, clásicos de homofobia y ficción pulp gay de los años 1950 y 1960. Sus fondos están a disposición tanto de los estudiantes de la universidad como para el público no estudiantil.
Tiene varias colecciones especiales como los archivos Hudler y la colección Burroughs. Los archivos Hudler llevan el nombre de Richard Hudler, un activista local que fue presidente de la Homophile Association of London Ontario (HALO, asociación homófila de Londres, Ontario) de 1981 a 1995. Los fondos del archivo incluyen los registros de HALO, los documentos personales de Hudler, recortes de prensa, archivos legales, documentos fotográficos de la historia homosexual de Londres, y una colección de la exhibición visual de pósteres sobre el sida que se expuso de 1988 a 1995. El material de este archivo puede visualizarse por internet en la página web de la biblioteca. A su vez la colección Burroughs está dedicada a William S. Burroughs, el escritor autor de Naked Lunch (1959) y Queer (1985). La colección William S. Burroughs incluye obras de ficción además de autobiografías, ensayos y entrevistas.

## Creación y descripción
La Biblioteca del Orgullo fue fundada por el profesor James Miller en su oficina de la torre del colegio universitario en 1997. En el veramo de 2005 fue reubicada al piso principal de la biblioteca Weldon Library en medio del campus y reabierta oficialmente el 14 de febrero de 2006. Una donación de 50.000 dólares de la administración de la universidad en la primavera de 2006 cubrió la renovación del nuevo espacio y la conversión de los libros catalogados en una colección circulante.
Cada aspecto de la decoración de la biblioteca fue cuidadosamente diseñada y se eligió para indicar a los visitantes que se encontraban en un área diferenciada y destinada a la cultura homosexual. En la entrada hay una vidriera de colores. Las paredes están pintadas un tono púrpura claro, variante del púrpura que es el color oficial de la universidad, y en ellas están representados importantes figuras homosexuales como Virginia Woolf y Oscar Wilde. Además tiene una enorme Q como ventana, que originalmente era la parte superior de una mesa del programa de televisión de Ontario The Q Files.

### Vidriera

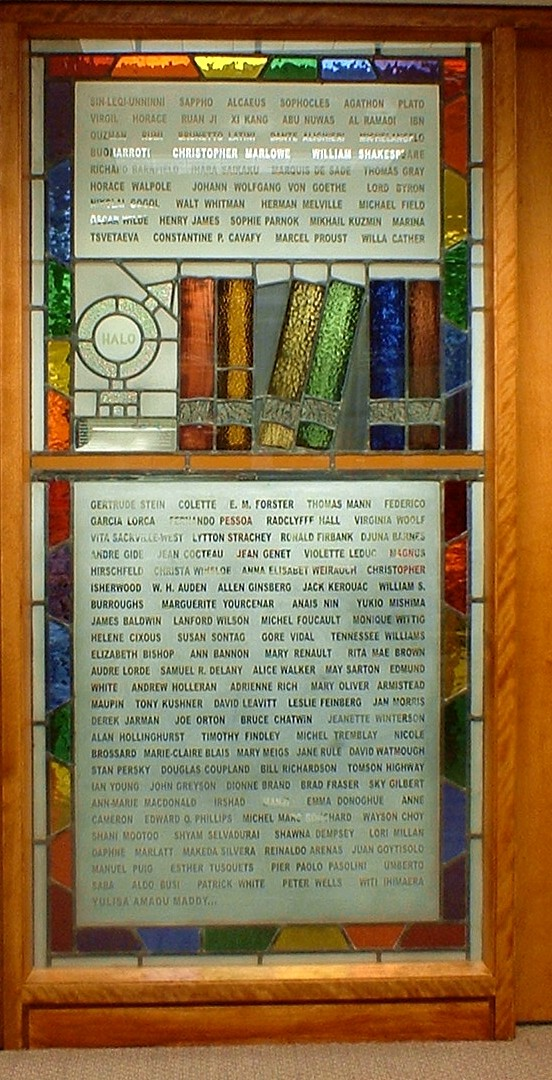
Vidriera de la biblioteca.

La pared frontal de la biblioteca está decorada con una vidriera de colores diseñada y construida por la artista Lynette Richards. En ella aparece el logo de la Biblioteca del Orgullo junto con un listado de los escritores homosexuales, bisexuales y transexuales más influyentes de la historia. El logo de la biblioteca contiene una estantería de libros con los colores del arco iris, apoyados en el logo de la desaparecida asociación HALO (Asociación homófila de London Ontario), que hizo significativas contribuciones a la Biblioteca del Orgullo.

#### Nombres
Los 135 nombres que conmemoran a los escritores y artistas homosexuales, bisexuales y transexuales más importantes de la historia, que aparecen por orden cronológico, son:
- Sîn-lēqi-unninni
- Safo
- Alceo
- Sófocles
- Agatón
- Platón
- Virgilio
- Horacio
- Ruan Ji
- Xi Kang
- Abu Nuwas
- Al Ramadi
- Ibn Quzman
- Rumi
- Brunetto Latini
- Dante Alighieri
- Michelangelo Buonarroti
- Christopher Marlowe
- William Shakespeare
- Richard Barnfield
- Ihara Saikaku
- Marqués de Sade
- Thomas Gray
- Horace Walpole
- Johann Wolfgang von Goethe
- Lord Byron
- Nikolái Gógol
- Walt Whitman
- Herman Melville
- Michael Field
- Oscar Wilde
- Henry James
- Sophie Parnok
- Mikhail Kuzmin
- Marina Tsvetaeva
- Constantine P. Cavafy
- Marcel Proust
- Willa Cather
- Gertrude Stein
- Colette
- E. M. Forster
- Thomas Mann
- Federico García Lorca
- Fernando Pessoa
- Radclyffe Hall
- Virginia Woolf
- Vita Sackville-West
- Lytton Strachey
- Ronald Firbank
- Djuna Barnes
- André Gide
- Jean Cocteau
- Jean Genet
- Violette Leduc
- Magnus Hirschfeld
- Christa Winsloe
- Anna Elisabet Weirauch
- Christopher Isherwood
- W. H. Auden
- Allen Ginsberg
- Jack Kerouac
- William S. Burroughs
- Marguerite Yourcenar
- Anaïs Nin
- Yukio Mishima
- James Baldwin
- Lanford Wilson
- Michel Foucault
- Monique Wittig
- Hélène Cixous
- Susan Sontag
- Gore Vidal
- Tennessee Williams
- Elizabeth Bishop
- Ann Bannon
- Mary Renault
- Rita Mae Brown
- Audre Lorde
- Samuel R. Delany
- Alice Walker
- May Sarton
- Edmund White
- Andrew Holleran
- Adrienne Rich
- Mary Oliver
- Armistead Maupin
- Tony Kushner
- David Leavitt
- Leslie Feinberg
- Jan Morris
- Derek Jarman
- Joe Orton
- Bruce Chatwin
- Jeanette Winterson
- Alan Hollinghurst
- Timothy Findley
- Michel Tremblay
- Nicole Brossard
- Marie-Claire Blais
- Mary Meigs
- Jane Rule
- David Watmough
- Stan Persky
- Douglas Coupland
- Bill Richardson
- Tomson Highway
- Ian Young
- John Greyson
- Dionne Brand
- Brad Fraser
- Sky Gilbert
- Ann-Marie MacDonald
- Irshad Manji
- Emma Donoghue
- Anne Cameron
- Edward O. Phillips
- Michel Marc Bouchard
- Wayson Choy
- Shani Mootoo
- Shyam Selvadurai
- Shawna Dempsey
- Lorri Millan
- Daphne Marlatt
- Makeda Silvera
- Reinaldo Arenas
- Juan Goytisolo
- Manuel Puig
- Esther Tusquets
- Pier Paolo Pasolini
- Umberto Saba
- Aldo Busi
- Patrick White
- Peter Wells
- Witi Ihimaera
- Yulisa Amadu Maddy